# NopCommerce
nopCommerce је отвореног кода електронско трговинско решење засновано на ASP.NET MVC 4.0 и MS SQL сервером 2008 (или новијим) као позадинском базом података. Доступан у оквиру nopCommerce Public License V3 званично покренуте у октобру 2008. године за мала и средња предузећа.

## Историја
Развој nopCommerce почео је 2008. године Андреј Мазулнитсин у Јарославу, Русија. У 2009. години Nop Solutions је основан и проширен у две компаније. Касније те године, Мајкрософт је признао nopCommerce као значајну фирму и укључују га у МицрософтQ инсталациони програм за веб-платформе. Компанија има своје канцеларије у Јарослављу, Русија.
Прве верзије су представљене са основним карактеристикама и основним функцијама, као што су обрада налога, атрибути, додаци, попусти, ниво цена, вести, блогови, приватне поруке, форуми, порез и испорука. У јуну 2010, нови ниво приступа подацима је представљен у верзији 1.70. Верзија 2.00 (август 2011) лансирала је nopCommerce као решење базирано на ASP.NET MVC. Касније у 2011. години, nopCommerce је прешао на ASP.NET MVC 4. Верзије 3.00 и 3.10 је проширена, да се омогући мулти-продавница и мулти-продавци функције и поједноставити производ логике. У верзије 3.5 и 3.6 и 3.7 је додат нови модеран оптимизован изглед. Циклус нове верзије износи 5-6 месеци.

## Употреба
У децембру 2015. године, Builtwith.com наводи да 25,511 сајтова користи NopCommerce  и да је удео на тржишту NopCommerce међу топ-сајтова износи 2,5%. Инсталациони пакет је преузет више од 1.7 милиона пута.

## Пословни Модел
NopCommerce се може преузети, инсталирати и користити бесплатно. На форуму има бесплатну подршку. Постоји доплата за white-labeling. До 2014. године, документација се плаћала а сада је доступна бесплатно.

## Заједница
nopCommerce има активну заједницу корисника и програмера, која пружа помоћ другим корисницима и доприноси програмирањем и додацима, а такође помаже у планирању "мапе пута". Има 107 решење-партнера у 37 земаља софтвера по наруџбини, развој, израда графичке теме, и друге услуге. У stackoverflow.com има више од 750 питања са ознаком "nopCommerce". Садашнја продавница нуди више од хиљаде додатака и тема. У децембру 2015. године, програм је преведен на 30 језика. 30. октобра 2015. године на првој конференцији nopCommerce заједнице #NopDevDays која је одржана у Амстердаму, Холандија, привлачи више од 65 делегата из 14 земаља. nopCommerce дани је била друга конференција у Амстердаму у октобру 2016, који је био домаћин 160 учесника из 30 земаља и био је 2 догађај дана са 19 презентација и 4 радионица. Такође, у 2016. почело је организовање вебинара и сусретa у различитим деловима света.

## Награде и признања
У 2010 и nopCommerce 2011. године стигла до финала у Packt Open Source E-Commerce Award. nopCommerce је препоручен и у топ 5 највише преузетих апликација, које пружа Мајкрософт инсталациони програм веб-платформе. У 2013. години nopCommerce је изабран као најбољи финансијска апликација од стране Russian WebReady awards. У јануару 2016. године, nopCommerce је освојио CMScritic "најбоља е-трговина за мала и средња предузећа" награду.